# Borgholm (vid Jumo, Iniö)
Borgholm är en ö i Finland.   Den ligger i kommunen Pargas i den ekonomiska regionen  Åboland  och landskapet Egentliga Finland, i den sydvästra delen av landet, 200 km väster om huvudstaden Helsingfors.

## Fornborgen på ön
Ön Borgholm i Iniö har branta stup och lämningar av vallar till en fornborg så beskriver Museiverket fornborgen.
Den klippiga och befästa ön Borgholm, Iniö har gett järnåldersfynd. Ön är en skogbevuxen holme med en areal av 15 hektar, vars högsta topp når en höjd av 28 m. Terrängen lutar svagt och sydsluttningen omges av en 450 meter lång stenmur vars lägsta punkt ligger på  8,1 meters höjd. Höjden gör det möjligt att konstatera att den befästa holmen har inte varit i bruk före vikingatiden, enligt Geokemi och arkeologi på Borgholm, en fornborg i Iniö.
Enligt Nordic Archeological Abstracts (NAA) gjordes kemiska analyser av jord för en studie av fornborgen, för att spåra fosfathalten och 25 andra spårelement i ett försök att undersöka en trolig medeltida befästning.
Geokemiska undersökningar utfördes på den gamla slottsön  Borghom i Iniö, som har varit känd sedan 1600-talet. Undersökningen utfördes i samarbete mellan Åbo universitet och akademi. Baserat på de höga fosforvärdena kunde 2 områden lokaliseras där mänskligt avfall troligen ansamlats. Båda områdena låg utanför murarna.